# Cossinae
Los cosinos (Cossinae) son una subfamilia de lepidópteros ditrisios de la familia Cossidae. Varias especies se consideran plagas, como Prionoxystus robiniae y  Cossus cossus.

## Géneros

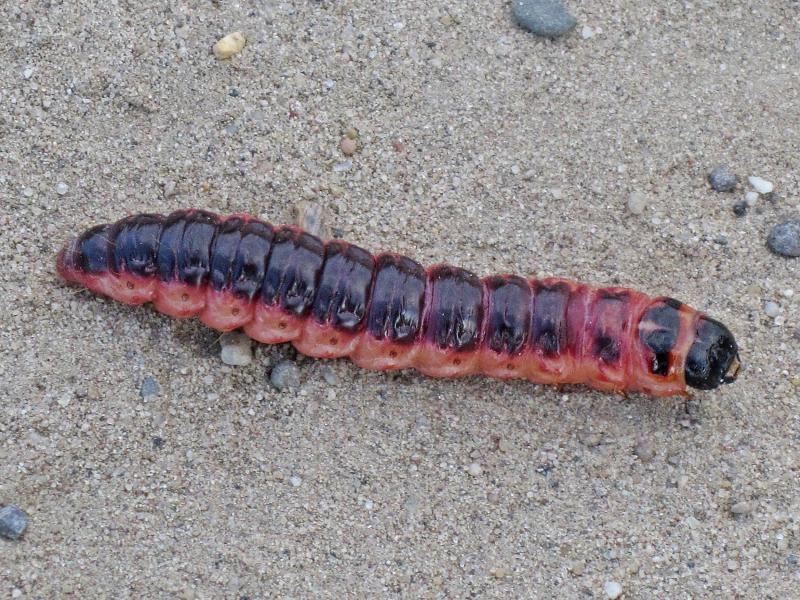
Larva de Cossus cossus

- Acossus
- Alcterogystia
- Bifiduncus
- Brachygystia
- Catopta
- Chilecomadia
- Comadia
- Cossulus
- Cossus
- Culama
- Danielostygia
- Dyspessa
- Dyspessacossus
- Eogystia
- Fania
- Hirtocossus
- Idioses
- Isoceras
- Lamellocossus
- Macrocyttara
- Miacora
- Mormogystia
- Paracossulus
- Parahypopta
- Paropta
- Planctogystia
- Prionoxystus
- Samagystia
- Semitocossus
- Surcossus
- Stygia
- Stygoides
- Wiltshirocossus

- Datos: Q5174707
- Multimedia: Cossinae / Q5174707
- Especies: Cossinae